# Bomba und der goldene Götze
Bomba und der goldene Götze ist ein US-amerikanischer Abenteuerfilm aus dem Jahr 1954 von Ford Beebe. Produziert von Monogram ist er der zehnte Film der 12-teiligen Reihe von Dschungelfilmen, basierend auf der Buchreihe Bomba, der Dschungelboy von Roy Rockwood.

## Handlung
Der arabische Emir Ali Ben Mahmoud heuert den skrupellosen Jäger Joe Hawkins an, den verlorenen Götzen der Watusi zu finden. Der Götze ist ein seltener archäologischer Schatz, den der Emir aus der Hütte eines Medizinmannes in Tanganjika gestohlen hat. Im Anschluss nahm der Dschungeljunge Bomba den Götzen von Ali Ben Mahmoud weg. Mahmoud, der den Götzen gegen eine hohe Belohnung den britischen Kolonialbehörden übergeben will, erklärt Hawkins, dass der Bezirkskommissar Barnes in einer Woche ankomme, um den Götzen in Empfang zu nehmen. Hawkins soll Bomba gefangen nehmen, damit Mahmoud den Jungen aus Rache foltern kann. Mit dem Fährtensucher Gomo macht sich Hawkins auf den Weg, begleitet von Mahmoud und einigen seiner Männer.
In der Zwischenzeit hat Bomba seinen alten Freund Barnes entdeckt, der mit einem Motorboot flussaufwärts unterwegs ist. Auf Bombas Signal hin legt er am Ufer an. Bomba begrüßt ihn und seine eingeborenen Helfer Eli und Ezekiel. An Bord befindet sich auch die Archäologin Karen Marsh, die den Götzen in ein Museum bringen soll. Bomba klärt Barnes auf, dass Mahmoud den Götzen nicht mehr hat. Um den Götzen an sich zu bringen, hat der Emir den Medizinmann gefoltert und ermordet. Bomba erklärt sich bereit, den Götzen an Barnes zu übergeben, wenn die Belohnung dem Stamm des Medizinmannes zugutekommt. Hawkins und Mahmoud haben das Treffen aus der Ferne beobachtet. Der Jäger plant, sich als Abenteurer der Gruppe anzuschließen.
Nachdem Bomba Karen vor einem Löwen gerettet hat, erreicht Hawkins das Lager. Er erfährt, dass Bomba den Götzen in der Nacht holen will. Bomba verlässt das Lager und wird kurz darauf von Männern des Emirs gefangen genommen. Als Hawkins erscheint, wird Bomba klar, dass der angebliche Abenteurer mit dem Emir unter einer Decke steckt. Er weist seine Gegner darauf hin, dass sie niemals erfahren werden, wo der Götze ist, wenn sie ihn foltern und töten. Hawkins kehrt in Barnes Lager zurück und nimmt ihn sowie Karen und Eli gefangen. Mahmoud kommt mit Bomba zum Lager und droht mit Karens Folterung. Um Karen zu retten, sagt er zu, den Götzen bis zum Sonnenuntergang am nächsten Tag zu bringen. Zwei von Mahmouds Männern sollen Bomba bewachen. In der Nacht steht Gomo Wache. Bombas Schimpansenfreund lässt einen Stein auf Gomos Kopf fallen, der daraufhin bewusstlos zu Boden geht, und löst Elis Fesseln. Eli befreit die anderen, die in den Dschungel flüchten. Als Gomo wieder zu sich kommt, schlägt er Alarm. Hawkins und Mahmoud vermuten, dass Bomba zum Pangolasee will und machen sich an die Verfolgung. In der Zwischenzeit hat Bomba mit Dschungeltrommeln die Polizeistation des Distriktes alarmiert. Sergeant Reed und Officer Graves machen sich auf den Weg, um Hilfe zu leisten.
Am nächsten Morgen erreicht Bomba den See und taucht nach dem dort versteckten Götzen. Auch Barnes, Karen und Eli erreichen den See und warten auf Bomba. Da Hawkins und Mahmoud in der Nähe sind, übergibt Bomba Karen den Götzen. Sie soll mit den anderen vorgehen, während Bomba die Verfolger ablenkt. Gomo und einige Männer schießen auf Barnes und Karen. Hawkins und Mahmoud sind mit einem Kanu angekommen. Bomba taucht unter das Boot und bringt es zum Kentern. Während Bomba mit Hawkins kämpft, wird Mahmoud von einer Riesenschlange getötet. In der Zwischenzeit kommen auch Reed und Graves an und können Gomo und die Männer des Emirs festnehmen. Bomba besiegt Hawkins und schleppt ihn ans Ufer, wo auch er von den Polizisten festgenommen wird. Während Barnes und Karen mit dem Götzen in die nächste Stadt fahren, kehrt Bomba in den Dschungel zurück.

## Hintergrund

### Produktion
Gedreht wurde der Film Anfang September 1953 im Los Angeles County Arboretum and Botanic Garden.

### Besetzung
Die Titelrolle des Bomba spielte wie in allen anderen Teilen Johnny Sheffield, der zuvor in acht Tarzan-Filmen an der Seite von Johnny Weissmüller dessen Adoptivsohn Boy darstellte.

## Veröffentlichung
Die Premiere des Films fand am 10. Januar 1954 statt. In der Bundesrepublik Deutschland kam er am 21. Dezember 1954 in die Kinos. In Deutschland wurde er auch unter dem Titel Der goldene Götze gezeigt.

## Kritiken
Der Kritiker des TV Guide fand den Film so gut, wie man es erwarten könne.